# Radohima
Radohima (en albanés: Maja e Radohimës) es un macizo montañoso dentro de los montes Prokletije en el norte de Albania.
Radohima se levanta entre el río Shala y el valle de Cem. El macizo de Radohima tiene varios otros picos, siendo Maja y Radohimës, con 2.568 metros, el pico más alto del macizo. Al este, la montaña desciende abruptamente más de 1.500 metros en el valle del río Shala. Los otros picos del macizo de Radohima son el Maja Tat, de 2.543 metros, el Maja Visens, de 2.517 metros, el Maja Reshkullit, de 2.496 metros, y el Maja Kuc, de 2.496 metros.
|  |  |  |